# Glen Avon
Glen Avon est une census-designated place du comté de Riverside, dans l'État de Californie, aux États-Unis,. En 2010, elle compte une population de 20 199 habitants.